# Штрайх, Рита
Ри́та Штра́йх (нем. Rita Streich; 18 декабря 1920 года, Барнаул, РСФСР ― 20 марта 1987 года Вена, Австрия) — выдающаяся немецкая оперная певица (колоратурное сопрано).

## Биография

### Ранние годы
Родилась в Барнауле в семье военнопленного отца-немца и русской матери. В раннем детстве переехала с родителями в Германию. Была двуязычной, владея двумя языками, как родными, что впоследствии сослужило хорошую службу для её будущей карьеры. В числе её преподавателей вокала были Эрна Бергер (сопрано), Вилли Домграф-Фассбендер (тенор) и Мария Ифогюн (сопрано).

### Артистическая карьера
Дебютировала в качестве оперной певицы во время Второй мировой войны в Городском театре в Усти-над-Лабем в Богемии, в роли Цербинетты в опере Рихарда Штрауса Ариадна на Наксосе. Три года спустя была зачислена в труппу театра Унтер-ден-Линден в Берлине, где оставалась до 1952 года, пока не переехала в Байройт. Затем, в 1953 году последовал переезд в Вену, а в 1954 году в Зальцбург. Впоследствии, выступала, исполняя ведущие партии в миланском Ла Скала, и лондонском Ковент-Гардене, на Глайндборнском фестивале, в Чикаго и Экс-ан-Провансе. В 1957 году провела большой гастрольный тур по Северной Америке.
В её репертуаре были партии из опер «Идоменей», «Так поступают все женщины», «Похищение из сераля», «Волшебная флейта», «Свадьба Фигаро», «Кавалер розы», «Ариадна на Наксосе», «Вольный стрелок», «Дон Жуан» и других. Будучи двуязычной, практически без акцента исполняла произведения русских композиторов, в частности Римского-Корсакова. Также была выдающимся исполнителем партий и из классических оперетт.
На Западе была известна своим прозвищем «Венский соловей».
После завершения концертной карьеры преподавала с 1974 года в Эссене, с 1976 года в Вене и с 1983 года в Ницце. Была замужем, муж — режиссёр Дитер Бергер. Умерла от опухоли мозга 20 марта 1987 года в Вене. Похоронена на Перхтольдсдорфском кладбище (Perchtoldsdorfer Friedhof).

## Аудиозаписи
- 1956 — «Орфей и Эвридика» Кристофа Виллибальда Глюка (Амур), дир. Ференц Фричаи.